# O Pani!
O Pani! – singel polskiego piosenkarza Grzegorza Hyżego z jego drugiego albumu studyjnego, zatytułowanego Momenty. Singel został wydany 3 marca 2017.
Kompozycja znalazła się na 1. miejscu listy AirPlay – Top, najczęściej odtwarzanych utworów w polskich rozgłośniach radiowych. Nagranie otrzymało w Polsce status potrójnie platynowego singla, przekraczając liczbę 60 tysięcy sprzedanych kopii.

## Geneza utworu i historia wydania
Piosenka została napisana i skomponowana przez Grzegorza Hyżego, Konrada Bilińskiego, Macieja Tachera i Wojciecha Łuszczykiewicza.
Singel ukazał się w formacie digital download 3 marca 2017 w Polsce za pośrednictwem wytwórni płytowej Sony Music Entertainment Poland. Kompozycja została umieszczona na drugim albumie studyjnym Grzegorza Hyżego – Momenty.
31 grudnia 2024 wystąpił z piosenką podczas Sylwestrowej Mocy Przebojów organizowanej w Toruniu i emitowanej na antenie stacji Polsat.

## „O Pani!” w stacjach radiowych
Nagranie było notowane na 1. miejscu w zestawieniu AirPlay – Top, najczęściej odtwarzanych utworów w polskich rozgłośniach radiowych.

## Teledysk
Do utworu powstał teledysk w reżyserii Karola Łakomieca, który udostępniono 10 maja 2017 za pośrednictwem serwisu YouTube.

## Pozycje na listach airplay
| Kraj   | Lista             | Najwyższa pozycja |
| ------ | ----------------- | ----------------- |
| Polska | AirPlay – Top     | 1                 |
| Polska | AirPlay – Nowości | 1                 |

## Certyfikaty
| Kraj          | Certyfikat         | Sprzedaż |
| ------------- | ------------------ | -------- |
| Polska (ZPAV) | 3x platynowa płyta | 60 000+  |